# Avenida João Gualberto
A Avenida João Gualberto, é um importante logradouro localizado na região central de Curitiba.
Antes de receber a atual denominação, a via se chamava Boulevard Dois de Julho, onde predominava residências de alto padrão que existem até os dias de hoje. Após a morte do militar pernambucano radicado em Curitiba, João Gualberto Gomes de Sá Filho, na Guerra do Contestado, a via passou a ter a atual denominação.
A João Gualberto inicia seu trajeto na Rua Riachuelo, no Centro, entre a Praça 19 de Dezembro e o Memorial Árabe e termina quando esta cruza com a Rua Bom Jesus, no limite do Juvevê com o bairro Cabral, quando a João Gualberto passa a se chamar Avenida Paraná.
É uma avenida bastante movimentada, dividida em três pistas, sendo duas para automóveis e uma canaleta exclusiva para ônibus. Aqui existem vários tipos de comércio, além de instituições educacionais e algumas residências. Os principais pontos de referência da avenida são:
- O portão principal do Passeio Público;
- O Memorial Árabe;
- O prédio do Colégio Estadual do Paraná;
- O Palacete Leão Júnior, construído no final do século 19 para abrigar a família do ervateiro Agostinho Ermelino de Leão
- O moderno Edifício Essenfelder;
- O prédio da Central de Abastecimento do Paraná (Ceasa);
- O Hospital São Lucas.

## Ligação externa
- Avenida João Gualberto no WikiMapia